# Lev Kerbel
Lev Kerbel (en russe : Лев Ефимович Кербель, translittération officielle Efimovič Lev Kerbel'), né le 25 octobre (calendrier julien), ou le 7 novembre 1917 (calendrier grégorien) à Soumy, en Ukraine (Empire russe) et décédé le 18 août 2003 à Moscou (Russie) est un sculpteur soviétique. Il fut l'un des artistes les plus décorés de l'Union soviétique.

## Biographie
Créateur de sculptures héroïques monumentales en bronze, Kerbel reçut de l'Armée rouge, et par la suite du Parti et de l'État est-allemands, plusieurs commandes pour des monuments. Ses sculptures les plus importantes ornent les monuments qui rappellent les victimes du premier front biélorusse tombées au début de 1945 sur la route qui menait à Berlin : l'Obélisque de Kostrzyn nad Odrą (démonté en novembre 2008), le monument de la Bataille des hauteurs de Seelow dans le Brandebourg et le Mémorial soviétique de Berlin-Tiergarten). À côté du mémorial de Treptow, ces ouvrages comptent parmi les monuments les plus importants qui ont été élevés en Allemagne en souvenir de la Seconde Guerre mondiale.
Une de ses œuvres les plus célèbres est à Chemnitz, l'ancienne Karl-Marx-Stadt, le monument de Karl-Marx que le peuple surnomme « das Nischel », c'est-à-dire « la tête »). Pesant plus de 40 tonnes et haute de 7 mètres, cette sculpture monumentale a été créée à Moscou et à Leningrad (aujourd'hui Saint-Pétersbourg) et a été transportée jusqu'à Karl-Marx-Stadt, où elle a été dévoilée en 1971.
Parmi les autres œuvres de Kerbel se trouvent le monument à la mémoire d'Ernst Thälmann sur le Prenzlauer Berg à Berlin, les monuments à Lénine et à Marx à Moscou et une multitude de statues de Lénine que l'on pouvait voir dans l'ancien bloc soviétique tout entier et même à Cuba. Bon nombre de ces statues ont été détruites après le bouleversement de 1989. Le dernier ouvrage de Kerbel a été le mémorial construit en 2002 aux 118 morts du naufrage du Koursk.
Kerbel était un ami personnel d'Erich Honecker.

## Récompenses
- Héros du travail socialiste (1985)
- ordre du Mérite pour la Patrie (1997)
- ordre de Lénine
- ordre du Drapeau rouge du Travail
- ordre de l'Amitié des peuples (1993)
- Artiste du peuple de l'URSS
- prix Lénine
- prix Staline (1950), pour le bas-relief Vladimir Lénine et Iossif Staline - les fondateurs et les dirigeants de l'état soviétique
- médaille pour la Défense de Moscou
- médaille pour la défense du Transarctique Soviétique

## Référence de traduction
- (de) Cet article est partiellement ou en totalité issu de l’article de Wikipédia en allemand intitulé « Lew Jefimowitsch Kerbel » (voir la liste des auteurs).